# Леопард (полупрам, 1773)
«Леопард» — полупрам Балтийского флота Российской империи.

## Описание судна
Деревянный парусно-гребной полупрам специальной постройки. Длина судна составляла 30,5 метра, ширина — 9,2 метра, а осадка — 1,8 метра. Вооружение судна состояло из 16 орудий.

## История службы
Полупрам «Леопард» был заложен 30 декабря 1772 (10 января 1773) года Олонецкой верфи и после спуска на воду 13 (24) мая 1773 года вошёл в состав Балтийского флота России. Строительство вёл кораблестроитель М. Протопопов.
В кампании с 1773 по 1777 год находился в Кронштадте. В 1778 году в составе эскадры выходил в плавание к Красной горке для обучения экипажа.
В 1779 и 1780 годах вновь находился в Кронштадте, где по окончании службы в 1780 году и был разобран.

## Командиры судна
В таблице приведены командиры полупрама «Леопард» за всё время его службы в составе Российского императорского флота.
| Годы службы | Звание    | Имя и фамилия         | Комментарий | Прим.       |
| ----------- | --------- | --------------------- | --- | ----------- |
| 1778 год    | лейтенант | Онисим Иванович Лялин | Командовал полупрамом в плавании к Красной Горке. До назначения командиром полупрама служил на корабе «Победа» и бомбардирском корабле «Молния». После командования полупрамом был командирован в Казань на строившиеся там фрегаты, командовал фрегатом № 3, а также служил в должности капитана над астраханским портом. | [ 2 ] [ 5 ] |
| 1780 год    | лейтенант | Пётр Иванович Ильин   | Командовал полупрамом в кронштадтском порте. До назначения командиром полупрама принимал участие в плаваниях в Балтийском море. После командования полупрамом служил на кораблях «Святослав», «Владислав», «Не тронь меня» и «Храбрый», а также командовал прамом «Лев»                                                    | [ 6 ] [ 7 ] |

### Комментарии
1. ↑  100 футов[1].
2. ↑  30 футов[1].
3. ↑  6 футов[1].